# Associação Asiática de Atletismo
A Associação Asiática de Atletismo (inglês:Asian Athletics Association), mais conhecida pelo acrônimo AAA, é a entidade que organiza o atletismo na Ásia. Está sediada na cidade de Singapura.

## Membros Associados
| País                   | Federação                                              |
| ---------------------- | ------------------------------------------------------ |
| Afeganistão            | Federação de Atletismo do Afeganistão                  |
| Barém                  | Federação de Atletismo do Bahrain                      |
| Bangladesh             | Federação de Atletismo do Bangladesh                   |
| Butão                  | Federação de Atletismo Amador do Butão                 |
| Brunei                 | Federação de Atletismo Amador de Brunei                |
| Camboja                | Federação de Atletismo Amador do Camboja               |
| Coreia do Norte        | Federação de Atletismo Amador da Coréia do Norte       |
| Timor-Leste            | Federação de Atletismo do Timor-Leste                  |
| Hong Kong              | Federação de Atletismo Amador de Hong Kong             |
| Índia                  | Federação de Atletismo da India                        |
| Indonésia              | Persatuan Atletik Seluruh Indonesia                    |
| Iraque                 | Federação de Atletismo Amador do Iraque                |
| Irão                   | Federação de Atletismo Amador do Irã                   |
| Japão                  | Japan Association of Athletics Federations             |
| Jordânia               | Federação de Atletismo Amador da Jordania              |
| Cazaquistão            | Federação de Atletismo do Cazaquistão                  |
| Quirguistão            | Kyrgyg Light Athletic Federation                       |
| Coreia do Sul          | Korea Amateur Athletic Federation                      |
| Kuwait                 | Kuwait Amateur Athletic Federation                     |
| Laos                   | Lao Amateur Athletic Federation                        |
| Líbano                 | Fédération Libanaise d'Athlétisme                      |
| Macau                  | Associaçao de Atletismo de Macau                       |
| Malásia                | Malaysia Amateur Athletic Union                        |
| Maldivas               | Athletics Association of Maldives                      |
| Mongólia               | Mongolian Athletic Federation                          |
| Myanmar                | Myanmar Track and Field Federation                     |
| Nepal                  | Nepal Amateur Athletic Association                     |
| Omã                    | Oman Athletic Association                              |
| Paquistão              | Athletics Federation of Pakistan                       |
| Palestina              | Palestine Athletic Federation                          |
| Filipinas              | Philippine Amateur Track and Field Association         |
| China                  | Athletic Association of the People's Republic of China |
| Catar                  | Qatar Association of Athletics Federation              |
| Iêmen                  | Yemen Amateur Athletic Federation                      |
| Arábia Saudita         | Saudi Arabian Athletics Federation                     |
| Singapura              | Singapore Athletic Association                         |
| Sri Lanka              | Athletic Association of Sri Lanka                      |
| Síria                  | Syrian Arab Amateur Athletic Federation                |
| Tajiquistão            | Athletic Federation of Tajikistan                      |
| Tailândia              | Athletic Association of Thailand                       |
| Turquemenistão         | Amateur Athletic Federation of Turkmenistan            |
| Taipé Chinesa          | Chinese Taipei Athletics Association                   |
| Emirados Árabes Unidos | United Arab Emirates Athletics Association             |
| Uzbequistão            | The Athletic Federation of Uzbekistan                  |
| Vietname               | Vietnam Athletic Federation                            |

## Competições
- Campeonato Asiático de Atletismo
- Campeonato Asiático de Atletismo em Pista Coberta
- Campeonato Asiático de Atletismo Sub-20
- Campeonato Asiático de Atletismo Sub-18
- Campeonato Asiático de Corta-Mato
- Campeonato Asiático da Maratona
- Campeonato Asiático de Marcha Atlética